# Запуже (Радовлиця)
Запуже (словен. Zapuže) — поселення в общині Радовлиця, Горенський регіон, Словенія. Висота над рівнем моря: 537,1 м.